# 特拉普 (馬里蘭州)
特拉普（英語：Trappe）是一個位於美國馬里蘭州塔爾博特縣的市鎮。

## 人口
根據2020年美國人口普查的數據，特拉普的面積為6.91平方千米，當中陸地面積為6.91平方千米，而水域面積為0.00平方千米。當地共有人口1177人，而人口密度為每平方千米170人。